# Бухаров, Владимир Семёнович
Владимир Семёнович Бухаров (25 октября 1950, Ишимбай, Башкирская АССР — 22 мая 2025, Оренбург) — советский и российский актёр. Народный артист Российской Федерации (2024). Актёр Оренбургского драматического театра им. М. Горького (1998—2025).

## Биография
Владимир Семёнович Бухаров родился 25 октября 1950 года в г. Ишимбае. Мать, Мария Фёдоровна, работала агрономом. Отец, Семён Иванович, работал на машиностроительном заводе. В 1961 году семья переехала в Новосибирск.

## Образование
Актёрское образование получил в Свердловском театральном училище (курс Василия Константиновича Козлова). «У нас был замечательный педагог — Василий Константинович Козлов, который успел выпустить всего два курса. Он умер на руках у нас с Сергеем Арцыбашевым прямо посреди улицы, после репетиции нашего дипломного спектакля. Он нас учил выполнять замысел режиссёра и, по возможности, быть органичным на сцене. Ремеслу учил».

## Трудовой путь
До учёбы в театральном училище отслужил в армии в пограничных войсках на Дальнем Востоке, работал грузчиком, насыпальщиком муки, учеником отливщика, более двадцати лет служил на сцене Нижнетагильского драматического театра им. Д. Мамина-Сибиряка.
Переехав в Оренбург, занялся бизнесом. «Я и из театра Нижнего Тагила (первый театр, где работал В. Бухаров) уехал в Оренбург к родственникам, чтобы заняться бизнесом».
С 1998 года перешёл в Оренбургский драматический театр. Имел амплуа комедийного героя.
Скончался 22 мая 2025 года на 75-м году жизни в Оренбурге.

## Репертуар
- Нищий — «Дон Жуан», Ж. Б. Мольер;
- Дон Фернандо — «Раба своего возлюбленного», Лопе де Вега;
- Савельич — «Капитанская дочка», А. С. Пушкин;
- Адам Шприх — «Маскарад», М. Ю. Лермонтов;
- Пастор — «Отец», А. Стриндберг;
- Му де Звон, Пипле — «Фредерик или Бульвар преступлений», Э.-Э. Шмит;
- Бассине — «Дамский портной», Ж. Фейдо;
- Яичница — «Женитьба», Н. В. Гоголь;
- Шамраев — «Чайка», А. П. Чехов;
- Муж Флоранс — «Великодушный рогоносец», Ф. Кроммелинк;
- Драгунский — «Между чашей и губами», А. Кутерницкий;
- Ричард Уилли — «N13 или Чтобы всем было хорошо!», Рей Куни;
- Чебутыкин — «Три сестры», А. П. Чехов;
- Филле, «первоклассный» вор — «Малыш и Карлсон, который живёт на крыше», С. Прокофьева по повести А. Линдгрен;
- Бертран — «Корсиканка», И. Губач;
- Медведь — «До третьих петухов», В. М. Шукшин;
- Сарафанов — «Свидания в предместье», А. Вампилов
- Сосед — «Очень простая история», М. Ладо,
- Сват — «Бесталанная», И. Карпенко-Карый,
- Господин Компас — «Невидимый любовник», В. Газенклевер,
- гном Понедельник — «Белоснежка и семь гномов», Л. Устинов, О. Табаков,
- Жменя — «Ярослав Мудрый», П. Рыков,
- Василий — «Бешеные деньги», А. Островский,
- Билл — «Клинический случай», Р. Куни,
- Крапке — «Вестсайдская история», Л. Бернстайн, А. Лоренц,
- Паоло — «Берег неба», В. Асовский, Л. Зайкаускас по мотивам произведений Тонино Гуэрры
- Лорд Хестингс — «Ричард III», У. Шекспир
- Султан — «Волшебная лампа», М. Непряхин
- Дункан — «Примадонны», К. Людвиг
- Кот Базилио — «Буратинов в стране дураков», А. Толстой
- Глухов — «Милые люди», В. Шукшин
- Лесничий — «Золушка», Ю. Алесин
- Мельник — «Северный ветер», И. Якимов
- Господин Луазо — «Пышка», В. Сигарев

## Семья
Родители: Семён Иванович и Мария Федоровна.
Брат — Виктор. «Бывая у него, — вспоминает Владимир Семёнович, — я и подхватил „бациллу театра“. В общем, в 16 лет я заболел театром». «Мой старший брат Виктор работал художником в „Красном факеле“ — новосибирском драмтеатре. Лет с пятнадцати я „толкался“ рядом с ним, где „театральную бациллу“ и подхватил и до сих пор не вылечился.»
Супруга — Нина. Они познакомились в Ишимбае. «Каждое лето я проводил на малой родине. Будучи студентом Свердловского театрального училища, тоже приехал в Ишимбай, с двоюродным братом отправился в парк на танцы. Вижу красивую девушку, после танцев напрашиваюсь её проводить.»

## Награды
- Народный артист Российской Федерации (3 апреля 2024 года) — за большие заслуги в развитии кинематографического, музыкального, театрального, хореографического и циркового искусства[7].
- Заслуженный артист Российской Федерации (2 декабря 2006 года) — за заслуги в развитии театрального искусства и многолетнюю творческую деятельность[8].
- Премия губернатора «Оренбургская лира» — за роль Чебутыкина в спектакле А. П. Чехова «Три сестры» (2006).
- Почётный приз им. Игоря Ильинского (2010) за лучшую мужскую роль в спектакле на 4-м Всероссийском театральном фестивале.